# Pont-l’Évêque (Oise)
Pont-l’Évêque ist eine französische Gemeinde mit 671 Einwohnern (Stand: 1. Januar 2022) im Département Oise in der Region Hauts-de-France. Sie gehört zum Kanton Noyon und zum Gemeindeverband Pays Noyonnais. Die Einwohner werden Pontépiscopois genannt.

## Geografie
Die Gemeinde Pont-l’Évêque liegt im Pays Noyonnais etwa 22 Kilometer nordöstlich von Compiègne an der Oise und dem parallel verlaufenden Oise-Seitenkanal. An der östlichen Gemeindegrenze verläuft der Fluss Verse. Im äußersten Südwesten mündet die Divette in die Oise. Umgeben wird Pont-l’Évêque von den Nachbargemeinden Noyon im Norden und Osten, Sempigny im Südosten und Süden sowie Passel im Südwesten und Westen.

## Bevölkerungsentwicklung
| Jahr                       | 1962 | 1968 | 1975 | 1982 | 1990 | 1999 | 2006 | 2014 | 2021 |
| -------------------------- | ---- | ---- | ---- | ---- | ---- | ---- | ---- | ---- | ---- |
| Einwohner                  | 622  | 656  | 663  | 596  | 659  | 803  | 739  | 673  | 675  |
| Quellen: Cassini und INSEE |      |      |      |      |      |      |      |      |      |

## Sehenswürdigkeiten

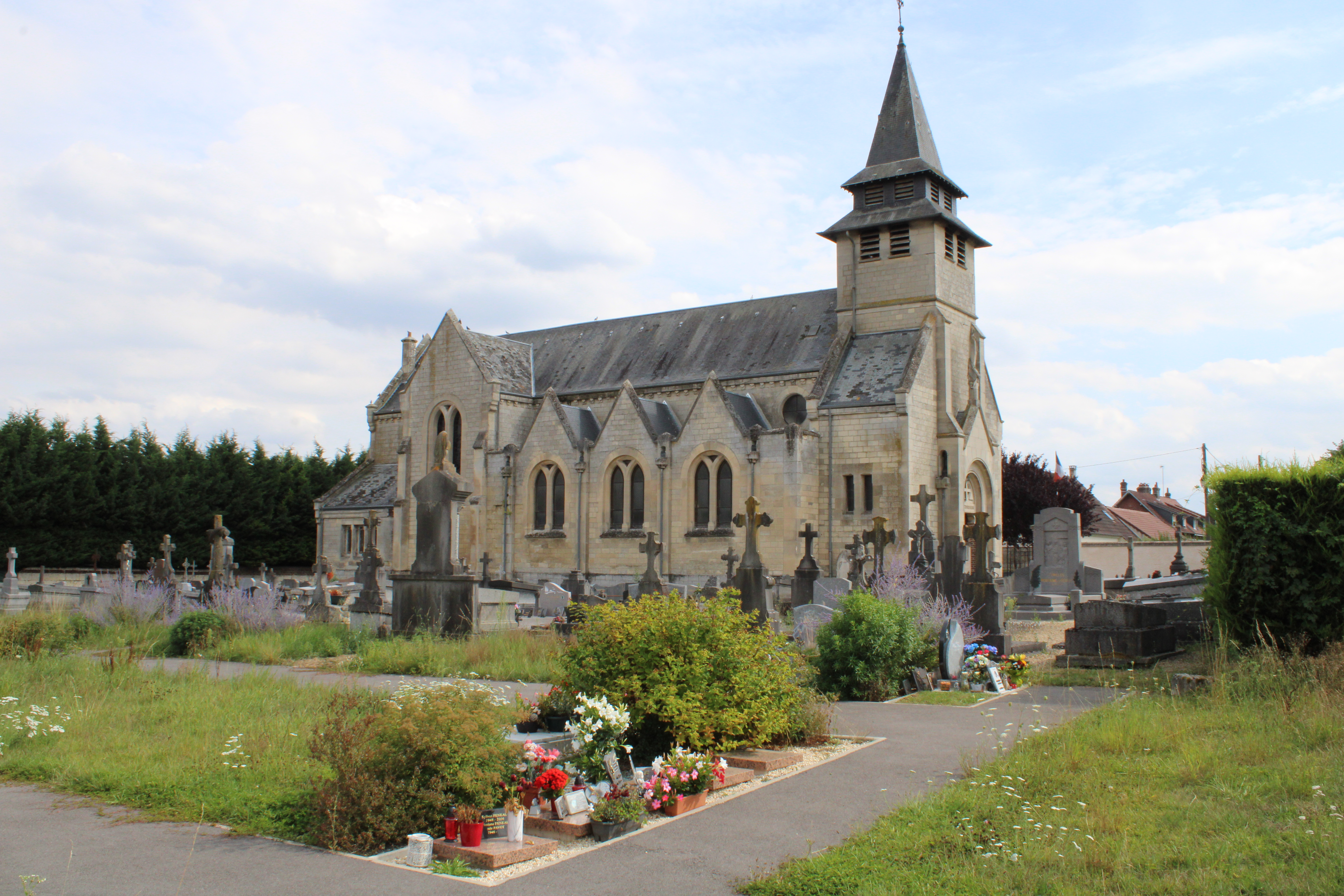
Kirche Mariä Himmelfahrt
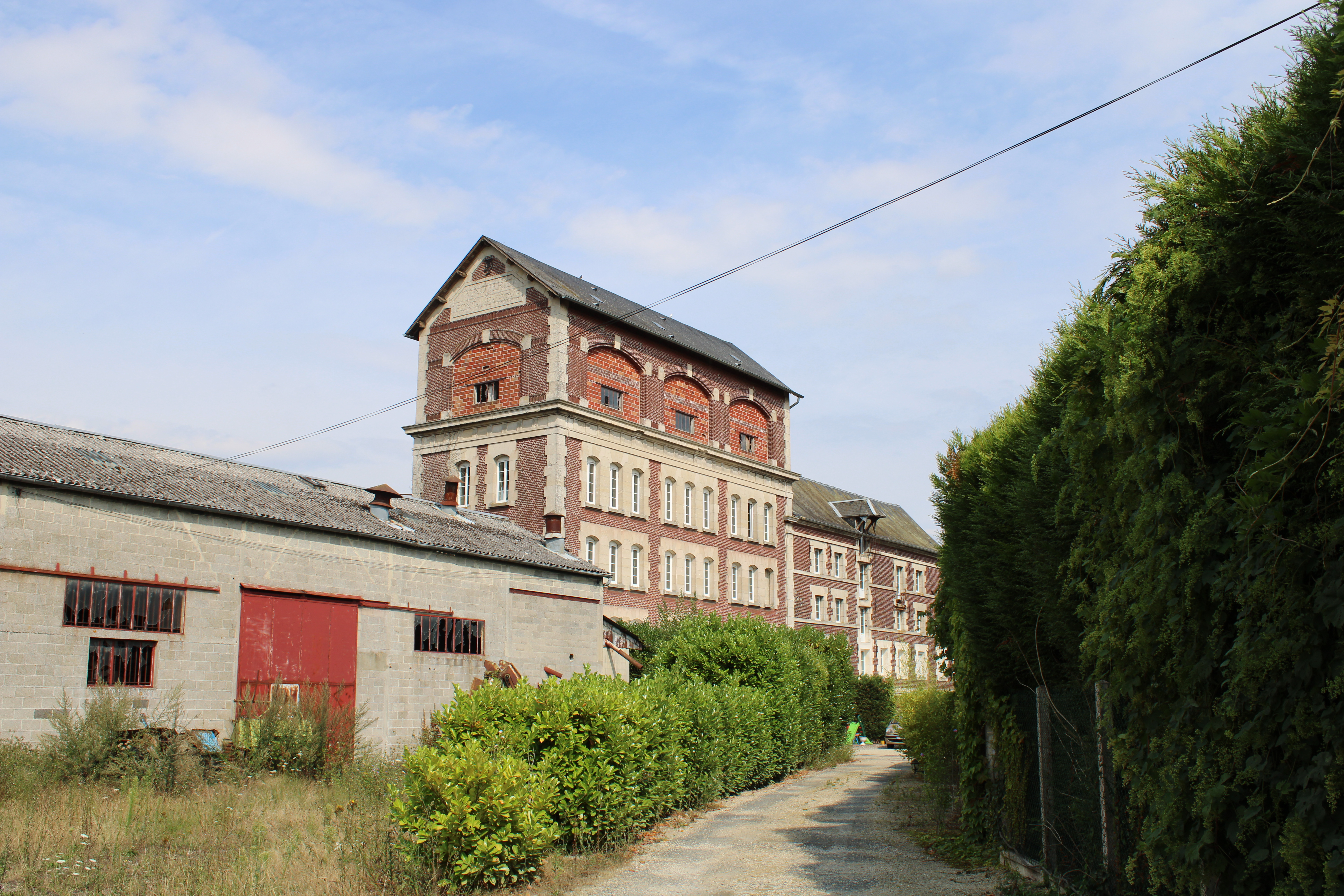
Getreidemühle
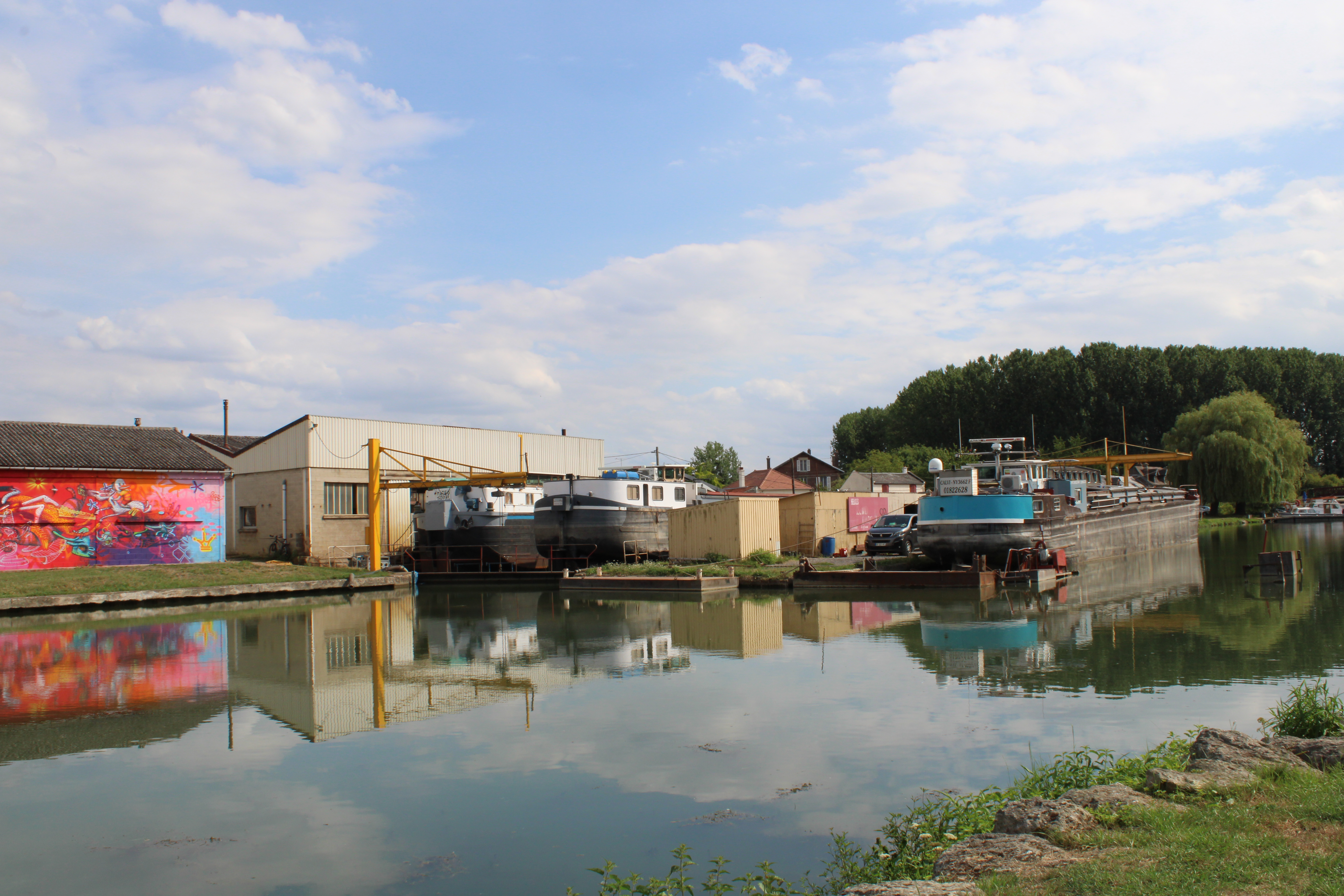
Kanalhafen
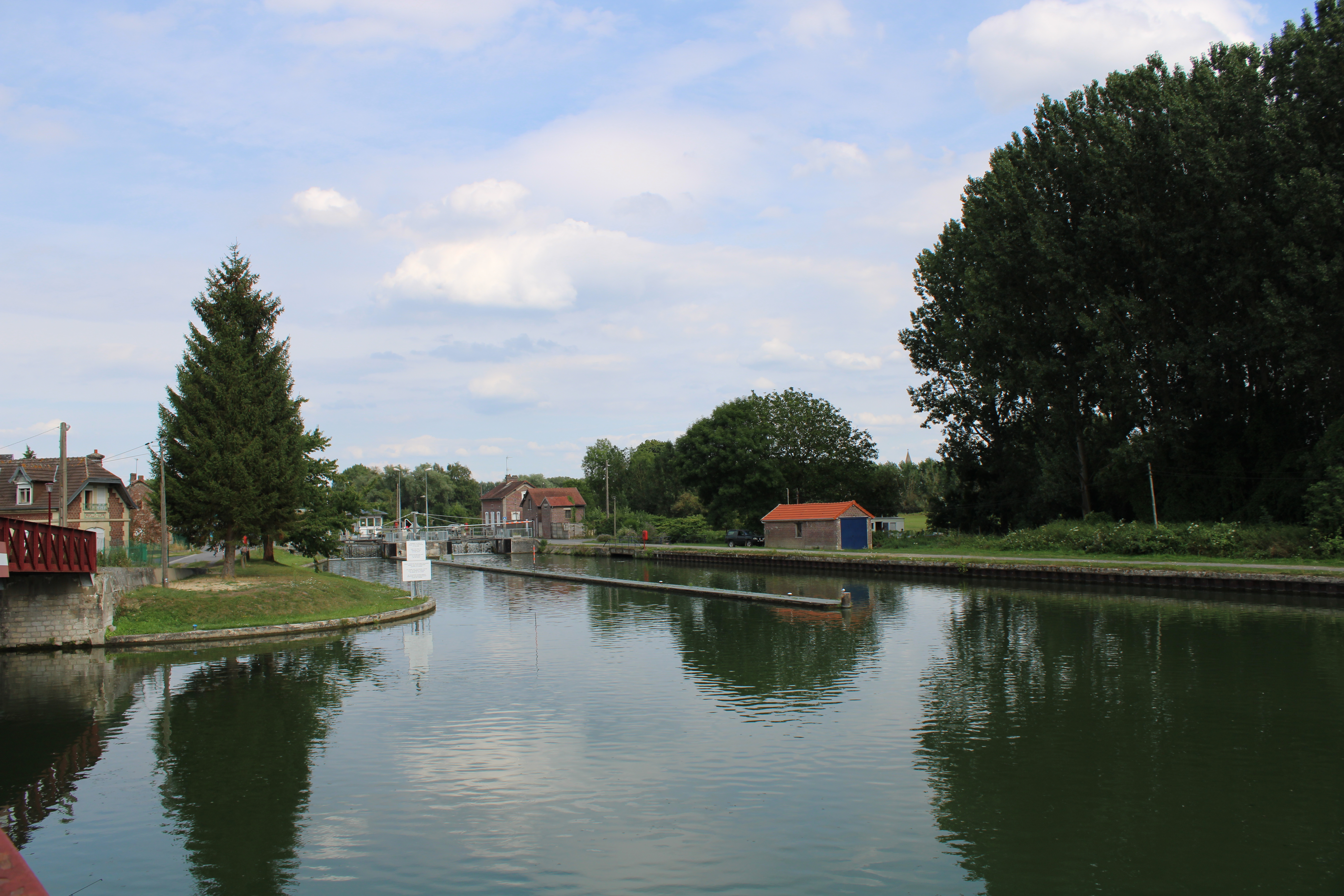
Schleuse im Oise-Seitenkanal
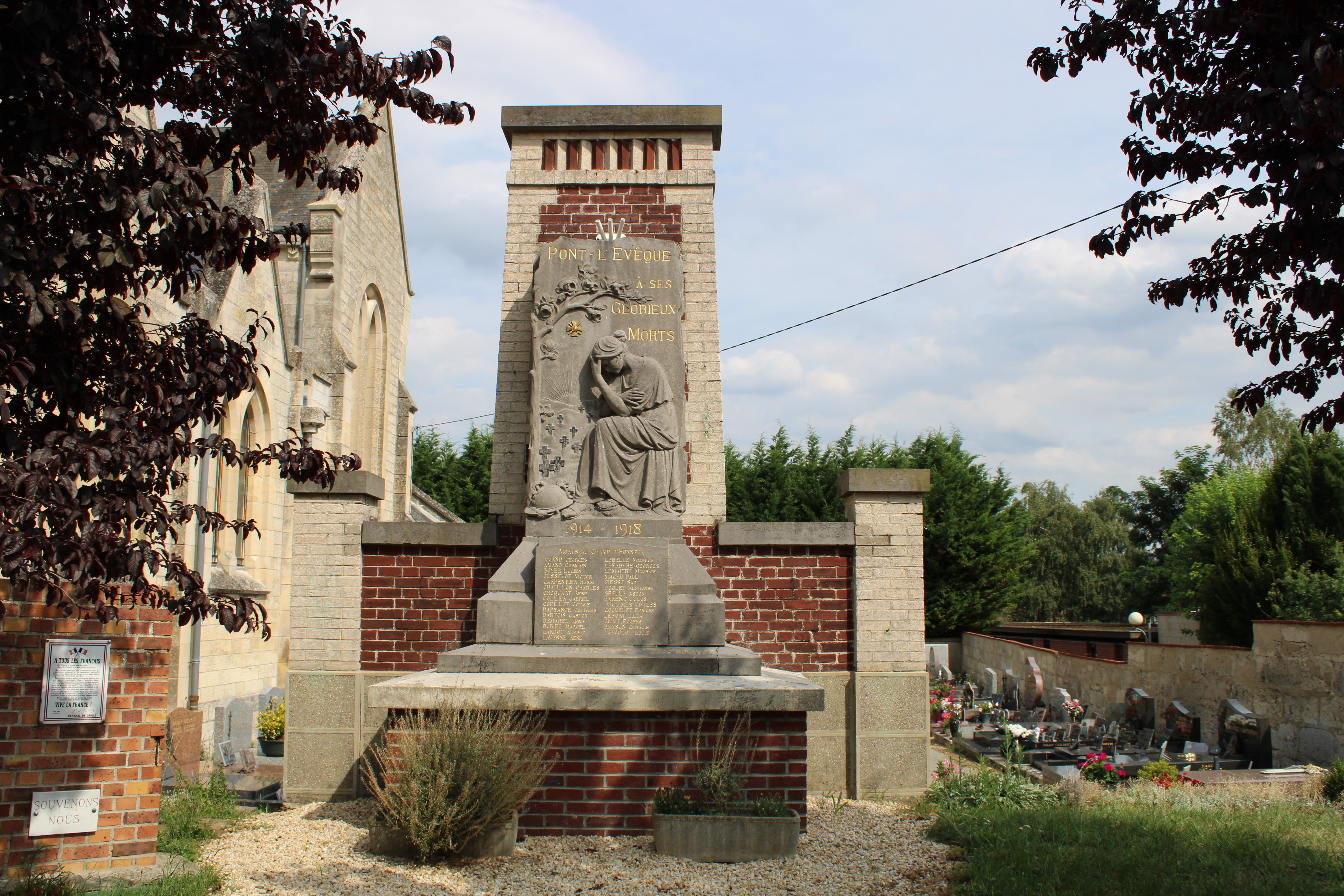
Gefallenendenkmal

- Wasserturm

- Kirche Mariä Himmelfahrt
- Getreidemühle
- Kanalhafen
- Schleuse im Oise-Seitenkanal
- Gefallenendenkmal